# Zeferino Zeca Martins
Zeferino Zeca Martins SVD (ur. 8 marca 1966 w Cacolo) – angolski duchowny rzymskokatolicki, w latach 2012-2018 biskup pomocniczy Luandy, od 2018 arcybiskup metropolita Huambo.

## Życiorys
Święcenia kapłańskie przyjął 6 sierpnia 1995 w zgromadzeniu werbistów. Po święceniach pracował w Madrycie jako duszpasterz imigrantów oraz jako przełożony miejscowej wspólnoty. Po powrocie do kraju został rektorem głównego domu zakonnego oraz przełożonym angolskiej prowincji.
19 maja 2012 został mianowany biskupem pomocniczym Luandy ze stolicą tytularną Tanaramusa. Sakry biskupiej udzielił mu 12 sierpnia 2012 ówczesny metropolita Luandy, Damião António Franklin.
1 października 2018 otrzymał nominację na arcybiskupa Huambo.